# Communauté de communes d'entre Meurthe et Verdurette
La communauté de communes d'entre Meurthe et Verdurette est une ancienne communauté de communes française, qui était située dans le département de Meurthe-et-Moselle.

## Histoire
Elle a fusionné le 1er janvier 2010 avec la Communauté de communes du Cristal pour former la Communauté de communes des Vallées du Cristal, par arrêté préfectoral du 15 décembre 2009.
Elle faisait également partie du pays du Lunévillois.

## Composition
Cette communauté de communes était composée des 16 communes suivantes :
1. Azerailles (siège)
2. Bertrichamps
3. Brouville
4. Chenevières
5. Deneuvre
6. Flin
7. Fontenoy-la-Joûte
8. Gélacourt
9. Glonville
10. Hablainville
11. Merviller
12. Pettonville
13. Reherrey
14. Vacqueville
15. Vaxainville
16. Veney

## Administration
| Période                                  | Période          | Identité      | Étiquette | Qualité                         |
| ---------------------------------------- | ---------------- | ------------- | --------- | ------------------------------- |
| Les données manquantes sont à compléter. |                  |               |           |                                 |
|                                          | 1er janvier 2010 | Michel Boquel | DVD       | Maire de Deneuvre (depuis 2001) |